# Арно Джум
Арно Джум (фр. Arnaud Sutchuin Djoum, нар. 2 травня 1989, Яунде) — камерунський футболіст, півзахисник.
Виступав за національну збірну Камеруну.

## Клубна кар'єра
У дорослому футболі дебютував 2006 року виступами за команду клубу «Брюссель», в якій провів два сезони, взявши участь у 12 матчах чемпіонату. 
Протягом 2008—2009 років захищав кольори команди клубу «Андерлехт».
Своєю грою за останню команду привернув увагу представників тренерського штабу клубу «Рода», до складу якого приєднався 2009 року. Відіграв за команду з Керкраде наступні п'ять сезонів своєї ігрової кар'єри. Більшість часу, проведеного у складі «Роди», був основним гравцем команди.
Згодом з 2014 по 2015 рік грав у складі команд клубів «Акхісар Беледієспор» та «Лех».
До складу клубу «Гартс» приєднався 2015 року. За результатами 2016 року визначався найкращим гравцем комнади. Загалом за чотири роки  встиг відіграти за команду з Единбурга 110 матчів в національному чемпіонаті.
Згодом у 2019–2021 роках грав за саудівський «Ар-Раїд», після чого приєднався до кіпрського «Аполлона» (Лімасол). Відігравши за рік лише 10 ігор у першості Кіпра, влітку 2022 року залишив команду, отримавши статус вільного агента.

## Виступи за збірну
У 2016 році дебютував в офіційних матчах у складі національної збірної Камеруну.
У складі збірної був учасником Кубка африканських націй 2017 року у Габоні.

## Титули і досягнення
- Чемпіон Африки (1):

Камерун: 2017
- Чемпіон Кіпру (1):

«Аполлон»: 2021–22